# Pompier profesionist

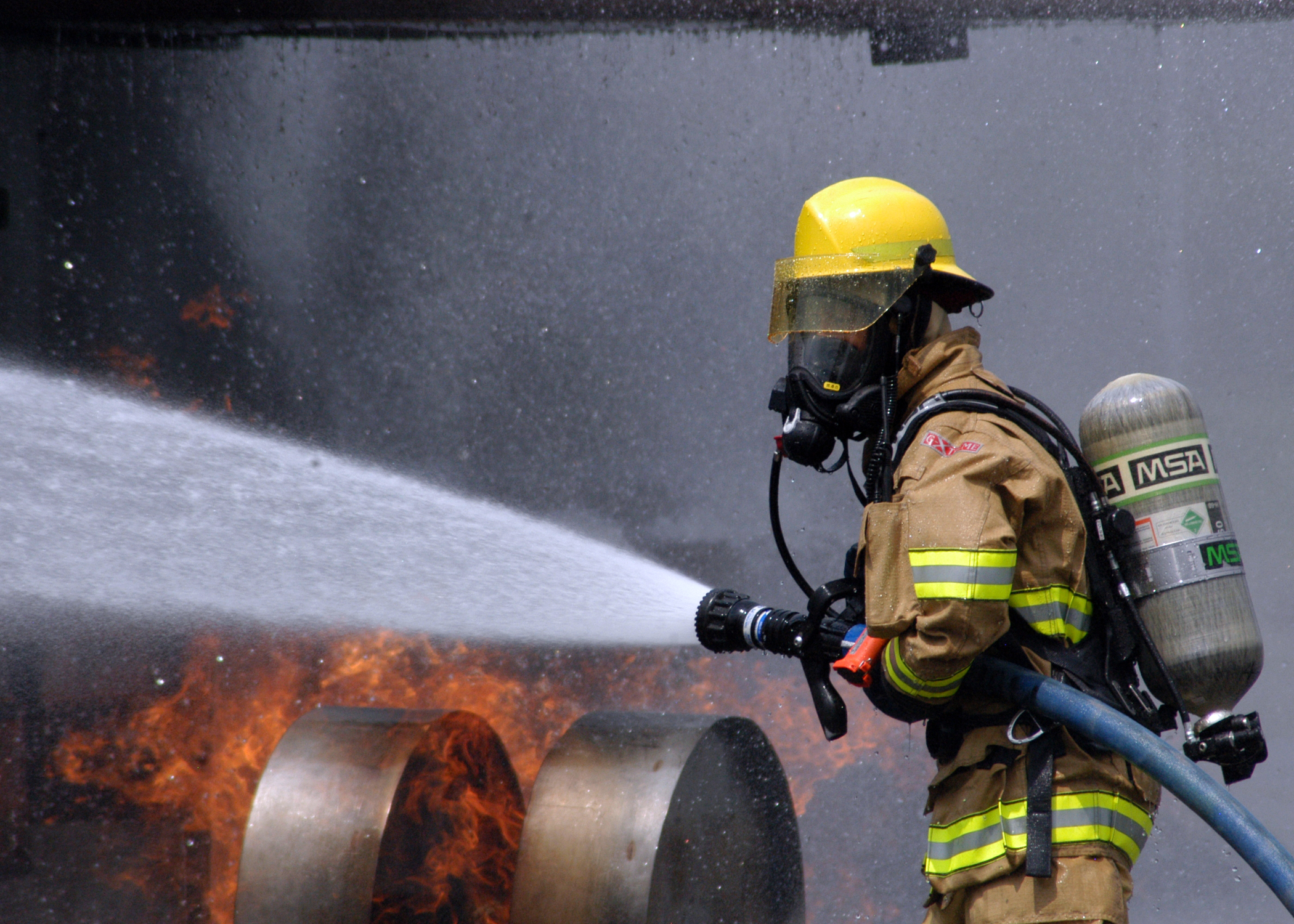

Un pompier profesionist este un pompier care face parte dintr-un corp special instruit și organizat, pentru a interveni în caz de incendiu cu utilaje și autospeciale de intervenție pentru stingerea acestuia. El este angajat să intervină în situații de urgență. În România pompierul profesionist este angajat al autorităților centrale, județene sau locale.

## Organizare
De la caz la caz, pompieri profesioniști pot fi încadrați unei subunități (detașament de pompieri, stație de pompieri, gardă de intervenție) care variază în funcție de țară și lucrează 8, 12 sau 24 de ore cu pauze pentru odihnă și refacerea sănătății.
De cele mai multe ori aceștia lucrează cu normă întreagă iar în unele țări lucrează cu jumătate de normă.

### Germania
Brigăzile profesioniste de pompieri din Germania sunt în cadrul orașelor respective care supraveghează protecția locală împotriva incendiilor și dezastrelor. Sarcina principală este ca departamentul prin subunitățile sale să fie pregătit să intervină în situație de urgență, în plus, pompierii sunt implicați în autorizații de construcție, inspecții de protecție împotriva incendiilor, educație pentru prevenirea incendiilor, crearea de planuri pentru desfășurare și planuri de evacuare pentru unități de învățământ, cămine de bătrâni pentru a se face exerciții.
Există un dispecerat pentru preluarea apelurilor de urgență și trimiterea forțelor la intervenție în situație de urgență precum și alte sarcini. În funcție de legea specifică statului și de reglementările locale, organizarea serviciului de salvare poate intra și în responsabilitatea acestor birouri.
Departamentul operațiuni
Departamentele operaționale ale pompierilor profesioniști sunt stațiile de pompieri existente ale acestora din zona orașului. În funcție de mărimea comunității, există unul sau mai multe stații de pompieri. Există vehiculele pentru cei de la prevenirea incendiilor, asistența tehnică și alte autovehicule pentru intervenție în funcție de riscuri, acestea diferă în funcție de statul federal, de asemenea sunt vehiculele de salvare. Majoritatea echipajelor sunt formate din funcționari publici la serviciul de pompieri.

## În România
Pompierii profesioniști au statut de cadru militar, au grade militare și sunt constituiți în servicii publice comunitare profesioniste pentru situații de urgență denumite servicii de urgența profesioniste. Acestea sunt constituite ca servicii deconcentrate, care funcționează în cadrul inspectoratelor județeene pentru situații de urgență și al municipiului București în subordinea Inspectoratul General pentru Situații de Urgență (IGSU) și care, asigură în zonele de competență coordonarea, îndrumarea și controlul activităților de prevenire și gestionare ale situațiilor de urgența.
La ieșirea la pensie, pompierii profesioniști trec în rezervă și devin cadre militare în rezervă(rezerviști).
Personalul serviciilor de urgență profesioniste care au ieșit la pensie și au îndeplinit o perioadă de minimum 10 ani atribuții privind apărarea împotriva incendiilor, la cerere în urma unui interviu poate primi, brevetul de pompier specialist.
Grade militare
Potrivit gradelor pe care le au, cadrele militare sunt constituite în corpul soldaților și gradaților voluntari, corpul subofițerilor, corpul maiștrilor militari și corpul ofițerilor. Corpul soldaților și gradaților profesioniști este alcătuit din militari cu grade de soldat, fruntaș, caporal clasa a III-a, caporal clasa a II-a, caporal clasa I..
Gradele cadrelor militare și ordinea lor ierarhică, vezi mai jos de la general la sublocotenent și de la plutonier adjutant șef până la sergent.
Gradele de generali și ofițeri - ordinea ierarhică
| Corpul ofițerilor de pompieri |         |         |         |                    |                    |               |               |                    |                    |         |         |                    |                    |       |       |         |         |            |            |            |               |               |               |
| Mareșal                       | Mareșal | General | General | General-locotenent | General-locotenent | General-maior | General-maior | General de brigadă | General de brigadă | Colonel | Colonel | Locotenent-colonel | Locotenent-colonel | Maior | Maior | Căpitan | Căpitan | Locotenent | Locotenent | Locotenent | Sublocotenent | Sublocotenent | Sublocotenent |

Subofițeri- ordinea ierarhică
| Corpul subofițeri de pompieri |                        |                        |                    |                    |                    |                 |                 |           |           |               |               |               |               |               |               |         |         |         |         |         |         |
| Plutonier adjutant șef        | Plutonier adjutant șef | Plutonier adjutant șef | Plutonier adjutant | Plutonier adjutant | Plutonier adjutant | Plutonier-major | Plutonier-major | Plutonier | Plutonier | Sergent-major | Sergent-major | Sergent-major | Sergent-major | Sergent-major | Sergent-major | Sergent | Sergent | Sergent | Sergent | Sergent | Sergent |

## Principalele activități desfășurate
- prevenirea și intervenția în situațiilor de urgență (incendii, inundații, cutremur, alunecări de teren, etc.);
- informarea și educarea preventivă a populației;
- căutarea și salvarea persoanelor;
- acordarea de asistență medicală de urgență prin module SMURD;
- stingerea incendiilor;
- pregătirea populației în situații de urgență;
- intervenție la accidente, rutiere (descarcerare);
- coordonarea serviciile publice și private pentru situații de urgență[7].

## Formare profesională pompieri
.

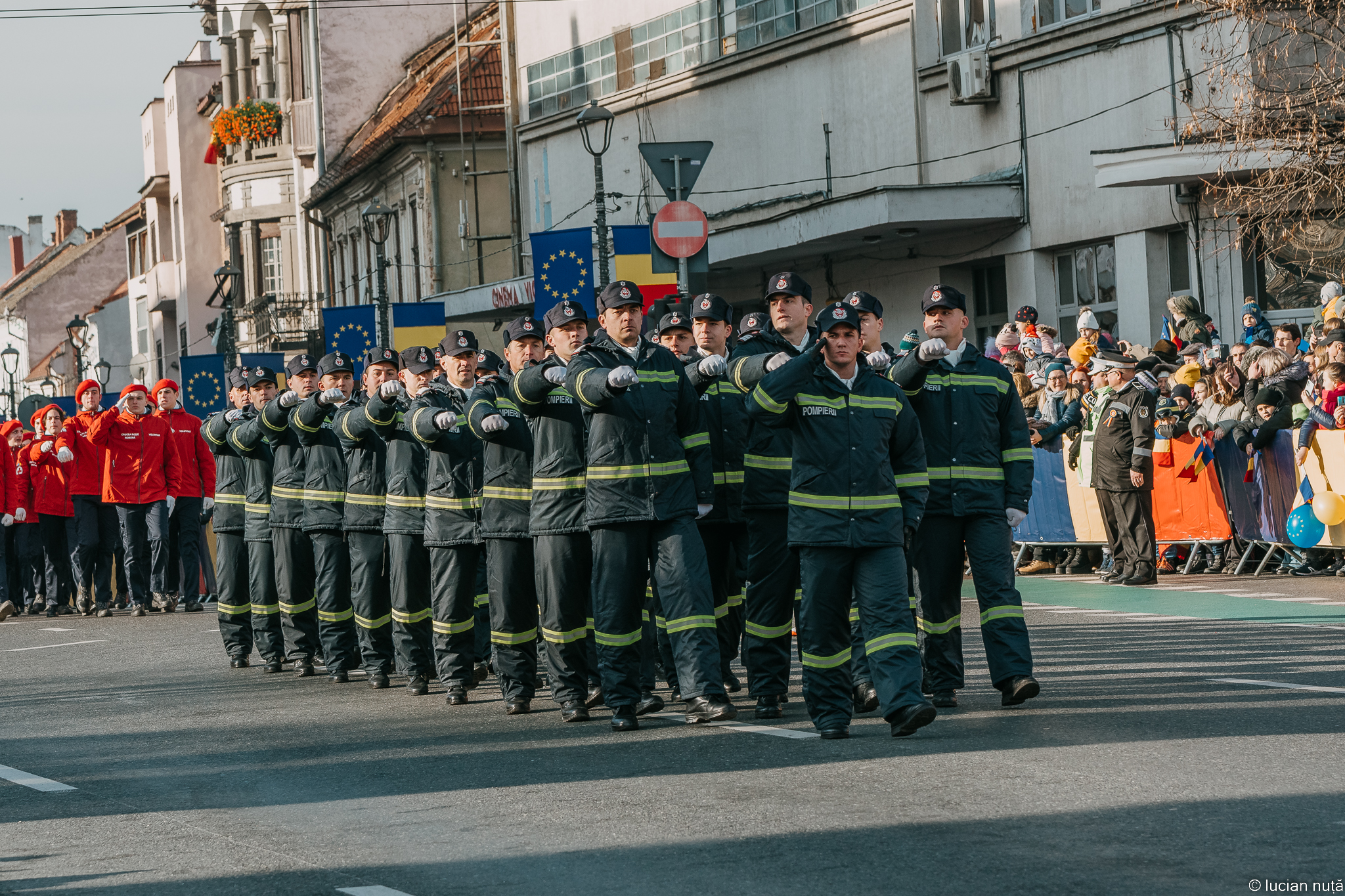
Pompierii la defilare de Ziua Națională în Cluj-Napoca

În România, o modalitate de a deveni pompier profesionist este de a da examen la instituțiile militare de învățământ, care, asigură formarea cadrelor militare cu studii superioare și medii pentru unitățile operative ale I.G.S.U. (Inspectoratul General pentru Situații de Urgență):
- Facultatea de Pompieri din cadrul Academiei de Politie "Al. Ioan Cuza" din Bucuresti[9]
- Școala de Subofițeri de Pompieri și Protecție Civilă "Pavel Zăgănescu" din Boldești[10]

Recrutarea pompierilor
Recrutarea pompierilor pentru școlile de pompieri se face prin concursuri, organizate de școlile respective. Ele au loc într-o competiție externă și internă. Pentru a participa la concurs, un candidat trebuie să îndeplinească o serie de condiții (să fie cetățean român, să treacă probele fizice și  psihice, să fie absolvent le liceu, vârstă minim 18 ani, să nu aibă antecedente penale, etc.). Candidații care îndeplines condițiile de intrare la examen participă la o probă scrisă. 
La finalul concursului se face publică lista candidaților admiși sau respinși.